# Яків (син Зеведеїв)
Яків, син Зеведеїв (івр. יַעֲקֹב‎ – Yaaʿqov; грец. Ιάκωβος – Iakovos; лат. Jacobus; ? - 44) - один із дванадцяти апостолів Ісуса Христа. Вшановується усіма християнськими церквами як святий-великомученик. Народився у Галілеї. Син галілейського рибака Заведея. Брат апостола Івана Богослова. Один із найближчих учнів Христа. Убитий в Єрусалимі за наказом юдейського царя Ірода Агріппи І. Перший апостол-мученик, перший канонізований апостол. Єдиний з апостолів, смерть якого описана в Новому Заповіті. 
В іконографії часто зображається із мандрівним посохом, мушлею-гребінцем, паломницькою шапкою, або Яківським хрестом. Покровитель християнського воїнства, паломників. Вважався заступником іберійських християн під час хрестових походів і Реконкісти (Яків-Мавробійця). Особливо вшановується в країнах Піренейського півострова — Іспанії та Португалії, а також їхніх колишніх колоніях у Латинській Америці та Філіппінах. Головні святині — Собор святого Якова в Єрусалимі, Ізраїль, та Катедральний собор святого Якова в Сантьяґо-де-Компостела, Галісія, Іспанія. День пам'яті — 25 липня (за григоріанським календарем), 30 квітня (за юліанським). Також - Яків Великий, Яків Старший (лат. Jacobus Maior), Сантьяго (ісп. Santiago, «святий Яків»).

## Біблійні відомості
Яків Зеведеїв разом із своїм братом Іваном та апостолами Петром і Андрієм належить до перших покликаних Ісусом Христом (Мт. 4:21, Лк. 5:10). Цих чотирьох апостолів виділено у Новому Завіті серед кола апостолів, оскільки вони беруть участь у найважливіших подіях життя Ісуса. Ісус вирізняє його як одного з трьох наближених учнів, беручи з собою Петра, Якова та Івана на високу гору, яку часто ототожнюють з горою Фавор, де відбулося Преображення (Мт. 17:1). У Гефсиманському саду Яків також став свідком тих важких подій (Мт. 26:37). Яків та Іван отримали в силу своєї стрімкої вдачі також назву Воанергез - сини грому (Мр. 3:17, Лк. 9:54). Після Воскресіння Ісуса Христа, Іван перебував в Єрусалимі разом з іншими апостолами (Дії 1:13). Яків Зеведеїв і Матвій були вбиті мечем. Яків Зеведеїв проповідував у Єрусалимі і першим з апостолів постраждав за Христа. За наказом юдейського царя Ірода Агрипи (Дії 12:1-2) йому було відтято голову в Єрусалимі про що свідчать Євангелія від Марка та Матвія (Мр. 10:39, Мт. 20:23).

## Передання
Климент Александрійський писав, що коли Якова вели на страту, його зрадник, побачивши мужність, з якою той йшов на смерть, підійшов до нього, впав на коліна у розкаянні та визнанні, що також вірує у Христа, і сказав, що Яків не повинен приймати смерть один. Їм обидвом стяли голови.
Згідно з переказами, після мученицької кончини апостола в 44 році на Святій землі, його останки були покладені в човен і пущені по хвилях Середземного моря. Чудовим чином цей човен приплив до Іспанії, де святий проповідував раніше, і був викинутий на берег в гирлі річки Ульї (там, де з'явилося пізніше місто). У 813 році, як свідчить церковний переказ, чернець-відлюдник Пелайо, який жив у цій місцевості, слідуючи за якоюсь дороговказною зіркою, виявив цей ковчег з мощами, які залишалися нетлінними.

## Вшанування пам'яті
У 896–899 роках король Астурії Альфонсо III видав указ, за яким на місці знахідки над мощами була побудована невелика церква. Саме місце було названо Компостела (лат. Campus Stellae, «Місце, позначене зіркою»). Святий Яків, що чудесно з'явився під час битви з маврами — Сантьяго Матаморос, став покровителем Іспанії та Реконкісти. Як апостол, який почав під час свого служіння далеку подорож зі Святої землі до Іспанії, став вважатися покровителем паломників.

## Галерея

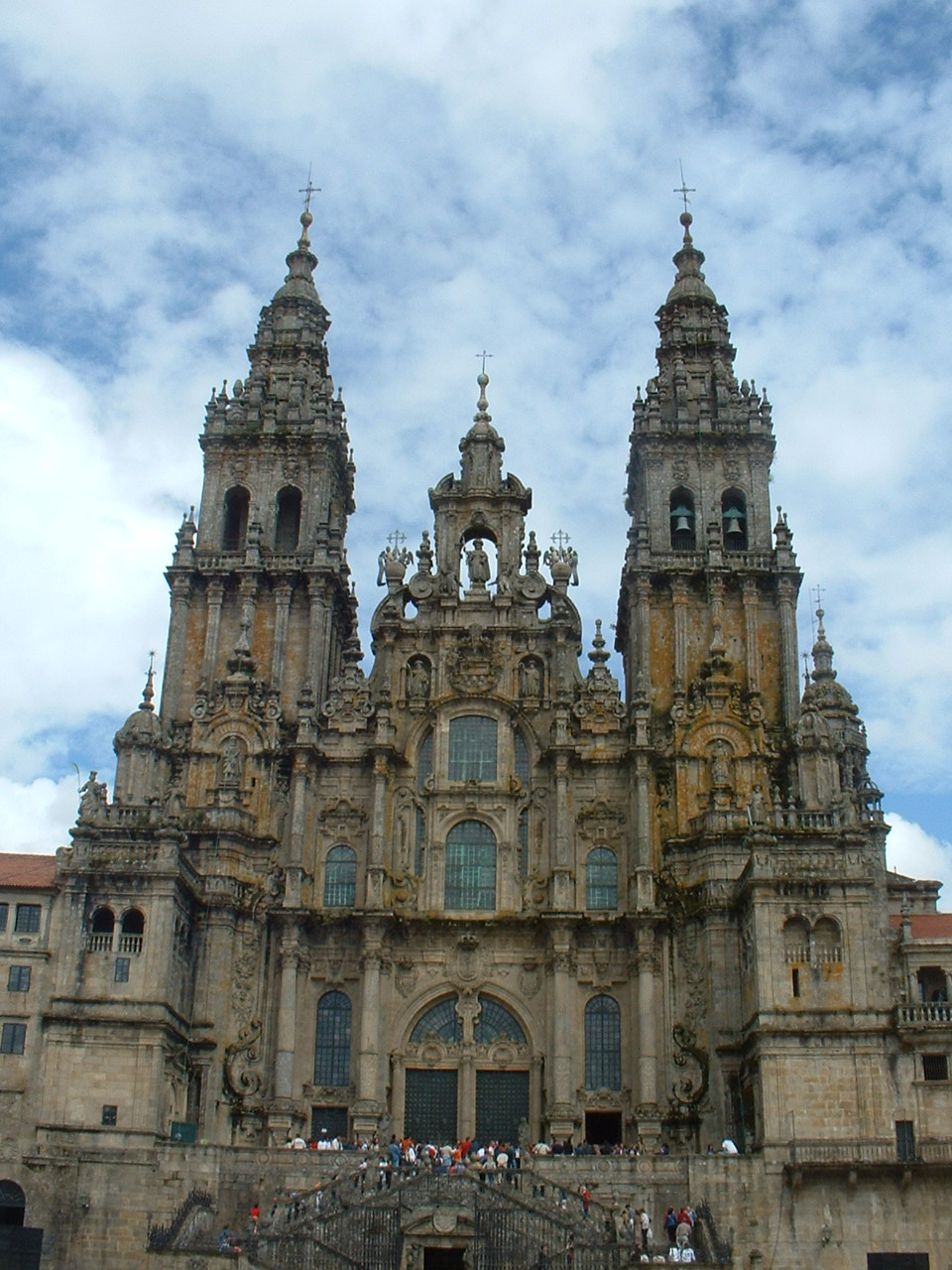
Собор Святого Якова у Сантьяго-де-Компостела
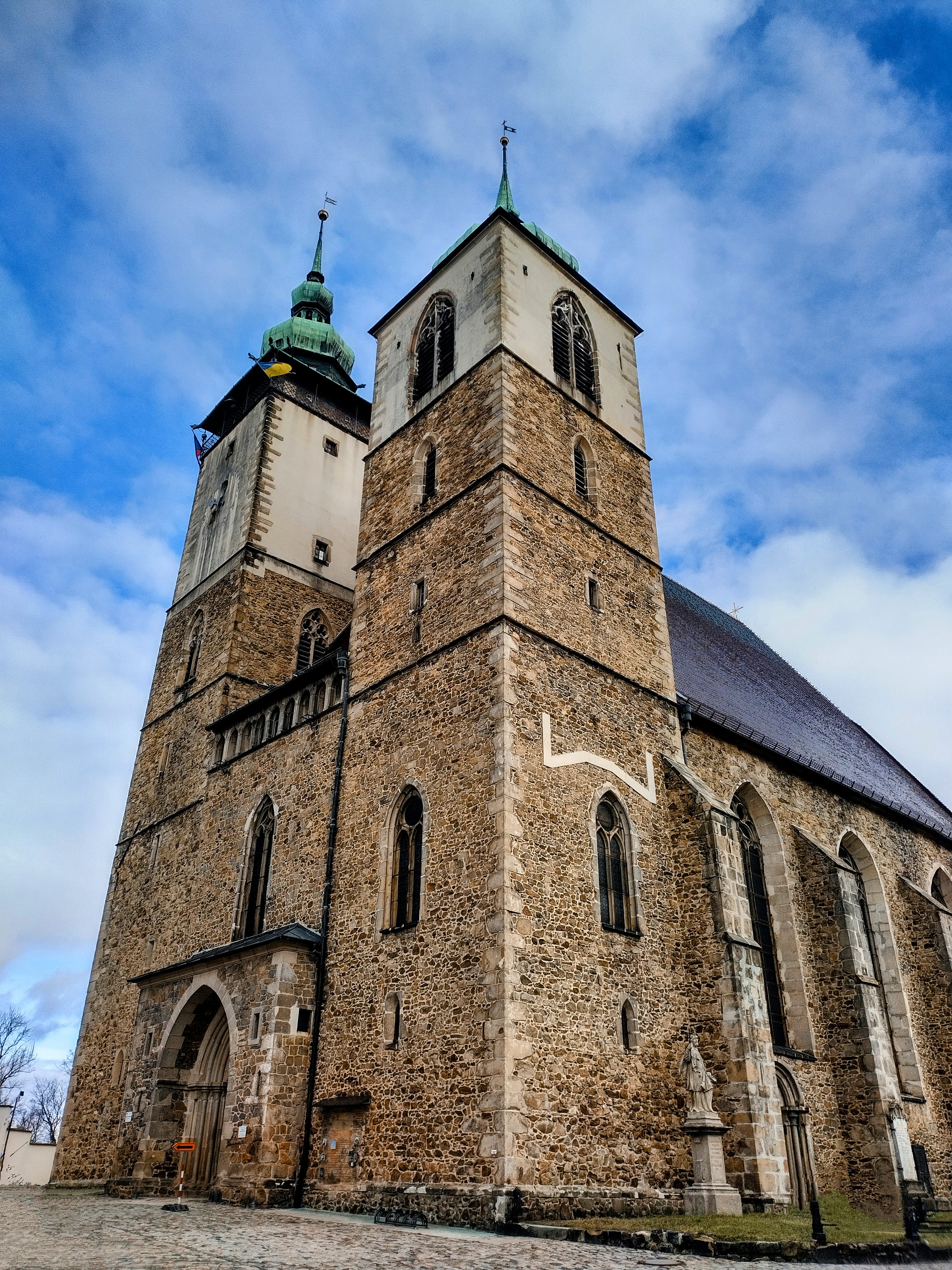
Храм Святого Якова Великого в Їглаві (Чехія)

## Патрон
- Іспанія: іспанці (Яків-Мавробійця); Траба
- Португалія: 
  - муніципалітети: Белмонте, Вагуш, Ковілян, Сантіагу-ду-Касен, Сардуал
  - парафії: Бедуїду, Ешпаргу, Лобан, Лороза, Мойта, Прештіму, Рібейра-де-Фрагуаш, Ріу-Меан, Сілвалде